# James Money
James Money, född 1752, död 1817, var en brittisk militär (general) och pionjär inom den brittiska ballongflygningen.
Money steg tillsammans med två andra upp i en ballong från Tottenham Court Road 3 juni 1785. Money kom med tiden att bli en mycket aktiv ballongflygare och agitator för ballongens betydelse i militära sammanhang. Han lät 1803 publicera en pamflett dör han beskrev möjligheterna att använda ballongen som ett militärt verktyg.